# Bill Baldwin
Bill (Merl. W, Jr.) Baldwin (n. 6 iunie 1935 – d. 14 octombrie 2015) a fost un scriitor american de literatură științifico-fantastică. A scris mai ales în genul space opera militar. Principala sa serie este despre un bărbat numit Wilf Ansor Brim.
A absolvit Academia Mercersburg și Universitatea din Pittsburgh, unde a obținut un B.A. în Jurnalism și Master of Letters. El a servit ca locotenent la centrul de testare al rachetelor al aviației americane, divizia de Tehnologie Străină, Cape Canaveral, Florida, a asistat Programul Mercury în calitate de șef al Diviziei de Rapoarte. Mai târziu, Baldwin a servit ca antreprenor pentru NASA Manned Spacecraft Center.

## Opere publicate

### SagaThe Helmsman
- The Helmsman (1985)
- Galactic Convoy (1987)
- The Trophy (1990)
- The Mercenaries (1991)
- The Defenders (1992)
- The Siege (1994)
- The Defiance (1996)
- The Turning Tide (2011)

### Alte lucrări
- Camby's Legion (1995)
- The Enigma Strategy (2006)

### Traduceri în limba română
- Pilotul galactic[nefuncțională]
 (The Helmsman 1), Editura Nemira, 1999, Colecția Nautilus